# Норт-Трой (Вермонт)
Норт-Трой (англ. North Troy) — селище (англ. village) в США, в окрузі Орлінс штату Вермонт. Населення — 631 особа (2020).

## Географія
Норт-Трой розташований за координатами 44°59′47″ пн. ш. 72°24′13″ зх. д. / 44.99639° пн. ш. 72.40361° зх. д. (44.996326, -72.403500).  За даними Бюро перепису населення США в 2010 році селище мало площу 4,96 км², з яких 4,85 км² — суходіл та 0,11 км² — водойми.

## Демографія
Згідно з переписом 2010 року, у селищі мешкало 620 осіб у 260 домогосподарствах у складі 155 родин. Густота населення становила 125 осіб/км².  Було 301 помешкання (61/км²).
Расовий склад населення:
| - 97,4 % — білих - 1,0 % — корінних американців |

До двох чи більше рас належало 1,1 %. Частка іспаномовних становила 1,0 % від усіх жителів.
За віковим діапазоном населення розподілялося таким чином: 25,8 % — особи молодші 18 років, 58,6 % — особи у віці 18—64 років, 15,6 % — особи у віці 65 років та старші. Медіана віку мешканця становила 35,5 року. На 100 осіб жіночої статі у селищі припадало 93,8 чоловіків;  на 100 жінок у віці від 18 років та старших — 100,0 чоловіків також старших 18 років.
Середній дохід на одне домашнє господарство  становив 44 544 долари США (медіана — 43 654), а середній дохід на одну сім'ю — 46 928 доларів (медіана — 42 875). За межею бідності перебувало 17,4 % осіб, у тому числі 23,8 % дітей у віці до 18 років та 14,8 % осіб у віці 65 років та старших.
Цивільне працевлаштоване населення становило 255 осіб. Основні галузі зайнятості: освіта, охорона здоров'я та соціальна допомога — 21,6 %, роздрібна торгівля — 16,1 %, мистецтво, розваги та відпочинок — 15,7 %.